# Eugen Tallo
Eugen Tallo ist ein ehemaliger slowakischer Basketballspieler.

## Werdegang
Tallo nahm im August 1978 mit der Auswahlmannschaft der Tschechoslowakei an der Junioren-Europameisterschaft teil.
Zur Saison 1987/88 wechselte der Aufbauspieler zum deutschen Bundesligisten TV Langen. 1990 schloss er sich dem Regionalligisten USC Heidelberg an und wurde dort Spielertrainer. Im Laufe der Saison 1990/91 kam es zur Trennung zwischen dem USC und Tallo.